# Rollin' Stone/Walkin' Blues
Rollin' Stone/Walkin' Blues è un singolo del cantautore blues statunitense Muddy Waters, pubblicato nel 1950.

## Descrizione
La traccia principale del disco, Rollin' Stone è una interpretazione del brano tradizionale Catfish Blues ed è stata a sua volta reinterpretata da numerosi artisti. Ha inoltre dato il nome alla nota rivista musicale Rolling Stone e al celebre gruppo rock The Rolling Stones.
Nel 2000, il brano fu onorato con un Grammy Hall of Fame Award; inoltre, nel 2004 fu incluso al numero 459 fra le 500 migliori canzoni secondo la rivista omonima.
Il lato B del disco contiene il brano Walking Blues, scritto da Robert Johnson nel 1936: nell'etichetta però il nome di Johnson non è riportato, e come autore è indicato lo stesso Waters.
Nonostante il singolo non sia entrato in nessuna classifica nazionale, Still a Fool, scritto da Waters un anno più tardi sullo stesso arrangiamento e melodia, raggiunse la nona posizione nella classifica Billboard R&B.

## Tracce
1. Rollin' Stone – 3:05 (Muddy Waters)
2. Walking Blues (Robert Johnson)